# Пропагандистский фильм
Эта статья о жанре кино. Об отдельных фильмах см. Пропаганда (фильм); о киностудии — Propaganda Films.
Пропаганда в общем — в современном политическом дискурсе понимается как открытое распространение взглядов, фактов, аргументов и других сведений с целью формирования общественного мнения или иных целей, преследуемых пропагандистами.
Пропагандистский фильм — жанр кино, прямо направленный на пропаганду чего-либо. Как правило, подобные ленты снимаются в жанре документального кино, но нередки и случаи оригинальных сценариев. Цель такого кино — убедить зрителя в конкретной политической точке зрения, повлиять на его мнение и поведение. При этом на экране зачастую отображается субъективная точка зрения, преднамеренно вводящая в заблуждение.
Кинематограф стал уникальным средством для одновременного доступа к большой аудитории. Фильм был первым универсальным средством массовой информации в том смысле, что он мог одновременно воздействовать на зрителей: как на отдельных людей, так и на членов толпы, что привело к тому, что кино быстро стало инструментом для правительств и негосударственных организаций, чтобы проецировать желаемые идеологические послания.
Фильм — это эффективный инструмент пропаганды, потому что он создаёт визуальные образы исторической реальности и сознания, определяет общественное отношение того времени, которое он изображает, или того, в котором он был снят; мобилизует людей на общее дело или привлекает внимание к неизвестной причине. Политические и исторические фильмы представляют, влияют и создают историческое сознание и способны искажать события, делая его убедительным и, возможно, ненадёжным посредником.